# Bukłak

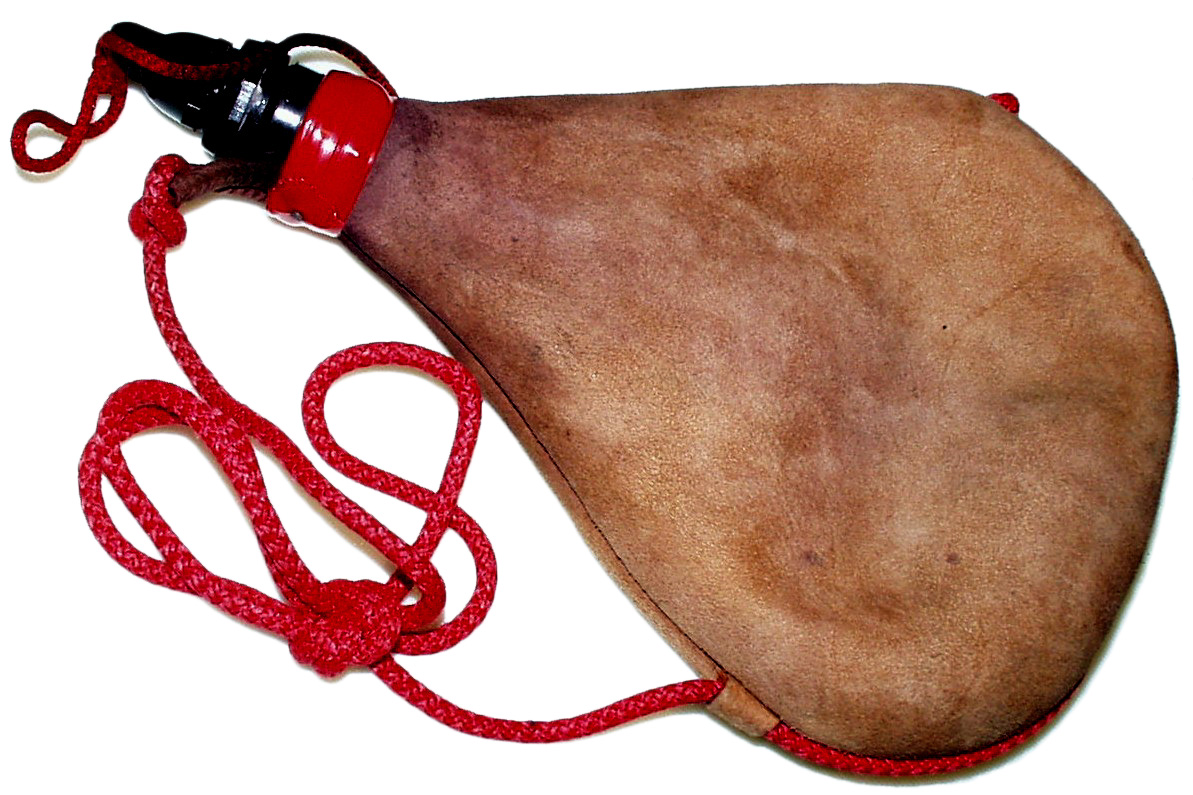
Bukłak jako pojemnik osobisty

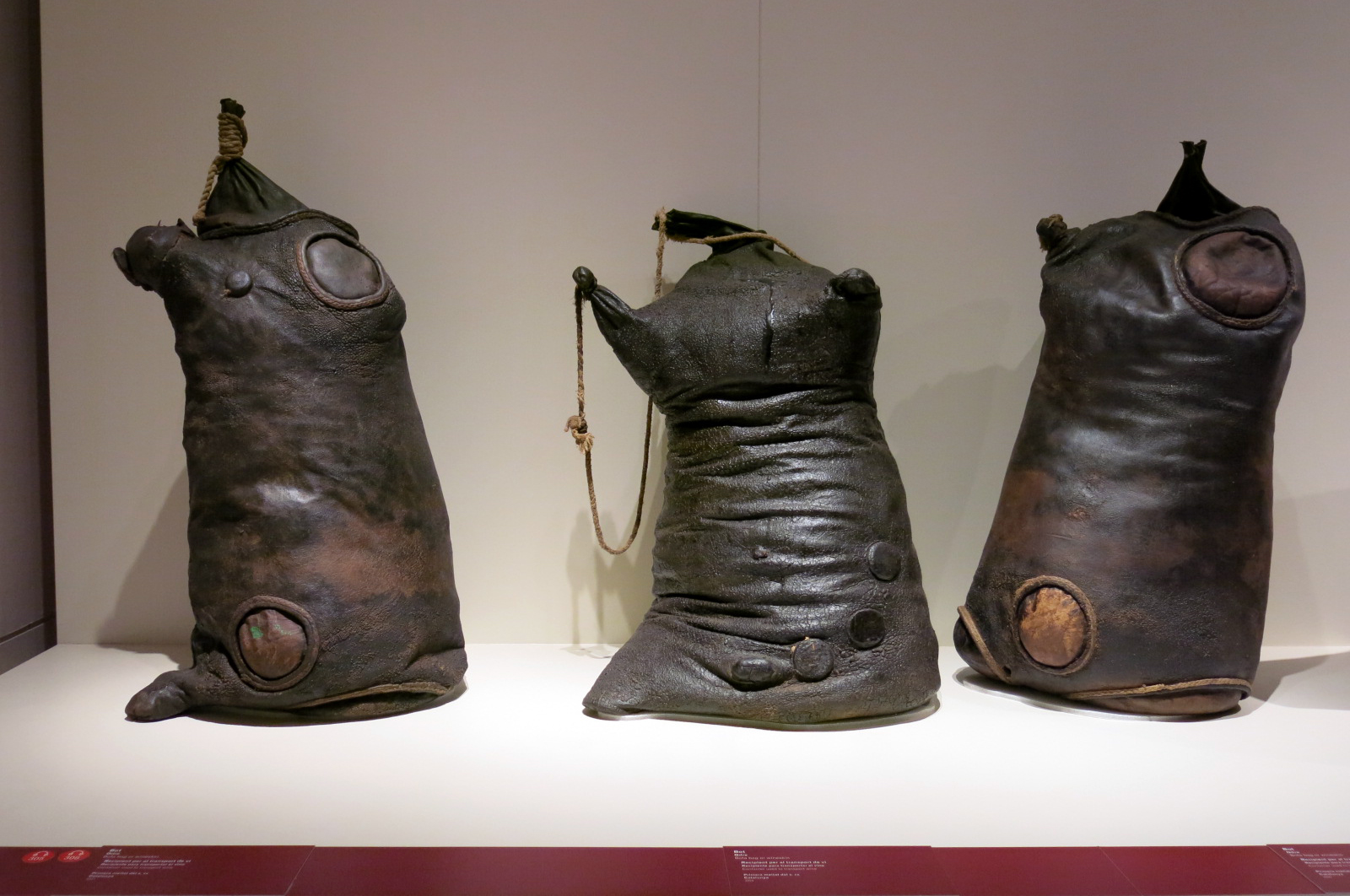
Bukłaki jako pojemniki do transportu handlowego

Bukłak (tat. bokłak) – pojemnik wykonany ze skóry w formie zamykanego worka, przeznaczony do przewożenia płynów. 
Bukłaki były pierwotnie powszechnie wykorzystywane przez ludy stepowe. W formie niewielkiego pojemnika pełniły funkcję analogiczną do manierki, zapewniając zapas napoju dla podróżnego. Na większą skalę wykorzystywano je również w transporcie handlowym do przewożenia takich towarów jak np. wino czy mleko.
Dawniej nazwę bukłak stosowano również jako określenie zwykłego naczynia z przykrywką służącego do przechowywania lub przewożenia płynów.